# ITU World Championship Series 2017
Die ITU World Championship Series 2017 ist eine Triathlon-Rennserie mit Wettkämpfen über die olympische Distanz und die Sprintdistanz sowie als Staffelbewerb (Mixed Relay). Sie wird unter Obhut des internationalen Triathlon-Verbands ITU (International Triathlon Union) ausgetragen. Der Sieger und die Siegerin der Serienwertung werden als Triathlon-Weltmeister geehrt.

## Organisation

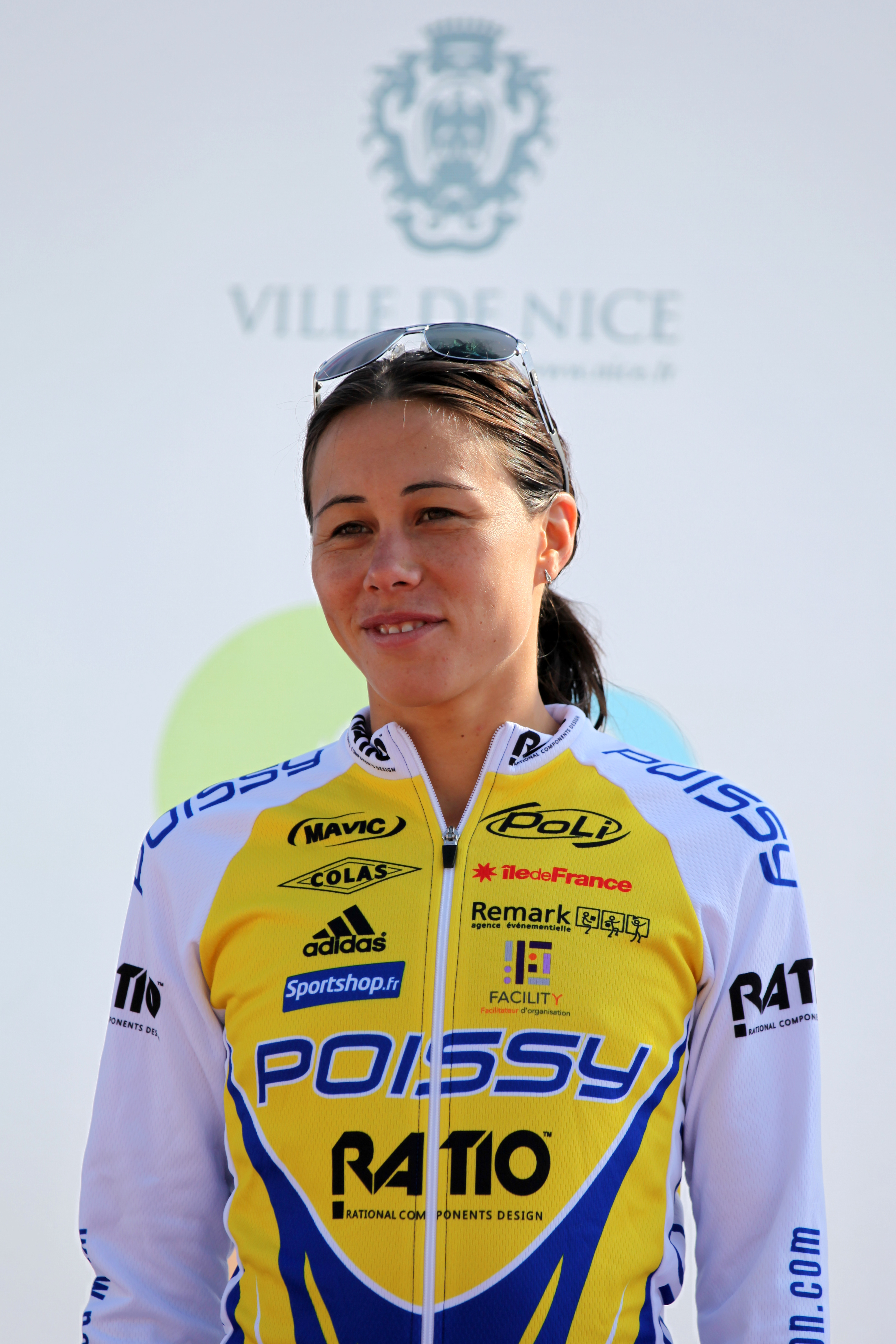
Andrea Hewitt – Siegerin im ersten und zweiten Rennen der Saison (U23-Weltmeisterin 2005)

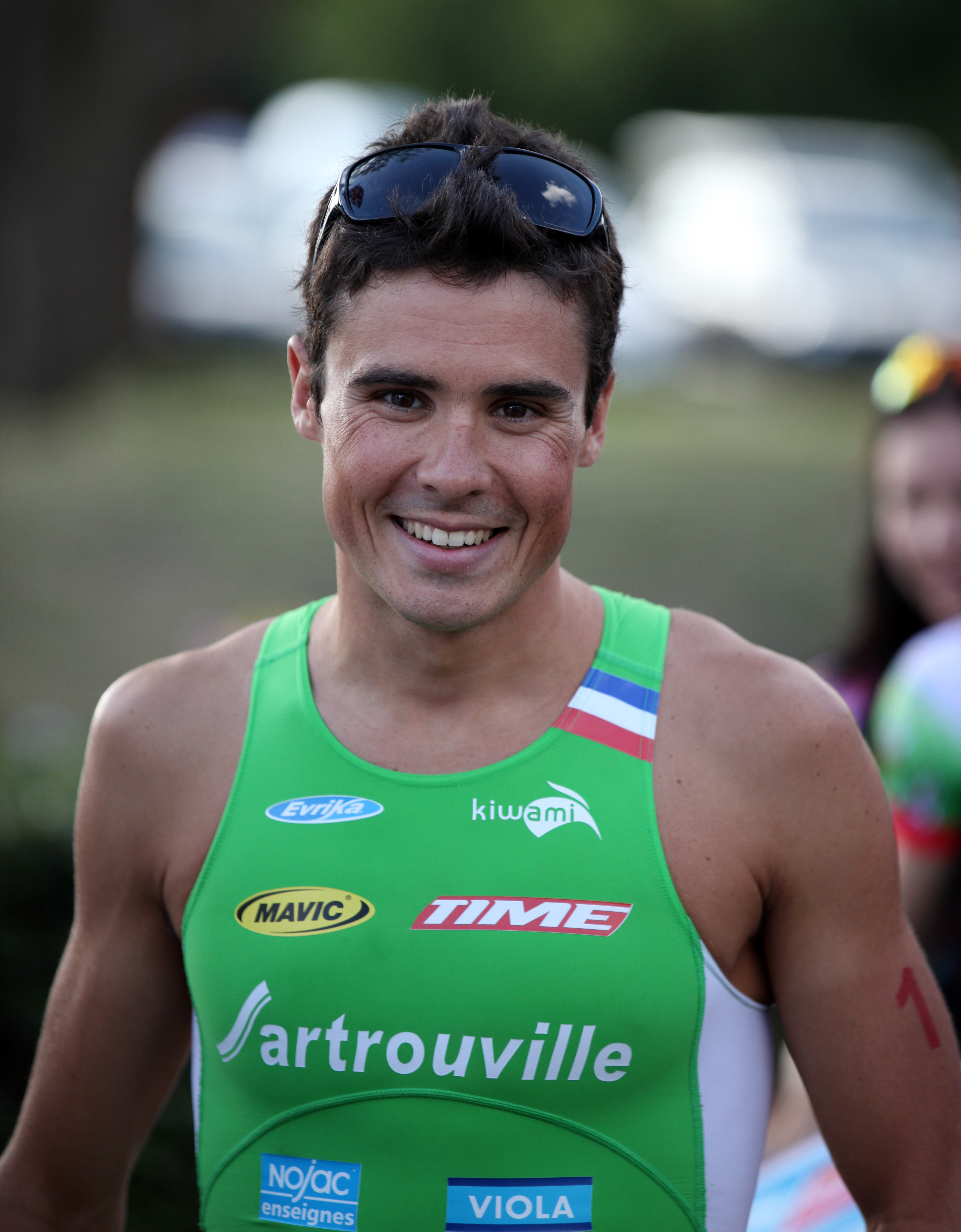
Javier Gómez – Sieger im ersten Rennen und fünffacher Weltmeister auf der Triathlon-Kurzdistanz (2008, 2010, 2013, 2014 und 2015)

Diese Weltserie wird seit 2009 jährlich unter sportrechtlicher Obhut der ITU veranstaltet, von 1989 bis 2008 wurden die Weltmeister jeweils in einem einzelnen Wettkampf ermittelt.
Auf der olympischen Distanz bestehen die Wettkämpfe aus 1,5 km Schwimmen, 40 km Radfahren und 10 km Laufen, auf der Sprintdistanz aus 750 m Schwimmen, 20 km Radfahren und 5 km Laufen. Bei den Elite-Wettkämpfen ist generell Drafting (Radfahren im Windschatten) freigegeben. Bei den im Rahmenprogramm veranstalteten Breitensport-Wettkämpfen besteht dagegen Drafting-Verbot, d. h. jeder Athlet hat zum vorausfahrenden Athleten auf der Radstrecke mindestens 12 m Abstand einzuhalten.
In der Saison 2017 fanden acht Rennen sowie das Finale im September in den Niederlanden statt.

### Wertung
Für die Jahreswertung der Weltmeisterschaft werden neben den neun Rennen der Weltserie auch die anderen Rennen des ITU-Weltcups berücksichtigt:
- Für die Jahreswertung werden die besten fünf Ergebnisse der Weltserie, das letzte Finalrennen sowie maximal zwei Weltcup-Rennen berücksichtigt.[2]
- Beim Finale in Rotterdam gibt es im September für einen Sieg 1200 Punkte und bei den anderen acht Rennen der Weltserie gibt es für einen Sieg jeweils 800 Punkte.
- Bei einem normalen ITU-Weltcup gibt es hingegen nur 300 Punkte. Jede weitere Platzierung bekommt bei diesen Rennen eine festgelegte Punktezahl gutgeschrieben.[3]

### Qualifikation
Jeder nationale Dachverband kann pro Wettkampf der Serie bis zu sechs männliche und weibliche Athleten nominieren, der gastgebende Verband bis zu acht. Die Meldung hat spätestens 33 Tage vor dem Wettkampf an die ITU zu erfolgen. Die ITU stellt anhand der Platzierung der gemeldeten Athleten auf der ITU Points List die Starterfelder von je 60 männlichen und weiblichen Athleten zusammen, zusätzlich können je fünf Einladungen ausgesprochen werden.

In die ITU Points List gehen im Gegensatz zum World Championship Ranking auch weitere Wettkämpfe wie z. B. U23-Weltmeisterschaften, kontinentale Meisterschaften und Cup-Veranstaltungen und Studentenweltmeisterschaften ein.

### Preisgeld
Insgesamt wurden bei der Weltmeisterschaftsrennserie im Jahr 2017 fast 2,5 Millionen US$ Preisgeld ausgeschüttet.
Es gab 150.000 US$ pro Wettkampf, 280.000 US$ für das Grand Final, 140.000 US$ für die Weltmeisterschaft im Mixed Relay sowie einen Bonuspool von 755.000 US$ für die Weltmeisterschaft.
Die schnellsten Männer und Frauen erhielten jeweils 18.000 US$ pro Wettkampf der Serie, 7.500 US$ pro Weltcup-Sieg sowie 30.000 US$ beim Grand Final in Rotterdam, der Weltmeister und die Weltmeisterin weitere 83.500 US$. Preisgelder wurden bis Platz 35 gezahlt.

## Ergebnisse

### Elite – Männer
| Datum         | Ort        | Gold              | Zeit     | Silber               | Zeit     | Bronze               | Zeit     |
| 4. März 2017  | Abu Dhabi  | Javier Gómez -1-  | 01:52:31 | Thomas Bishop        | 01:52:45 | Vincent Luis         | 01:53:08 |
| 8. Apr. 2017  | Gold Coast | Mario Mola -1-    | 00:52:35 | Richard Murray       | 00:52:39 | Fernando Alarza      | 00:52:44 |
| 13. Mai 2017  | Yokohama   | Mario Mola -2-    | 01:48:15 | Fernando Alarza      | 01:48:23 | Kristian Blummenfelt | 01:48:26 |
| 11. Juni 2017 | Leeds      | Alistair Brownlee | 01:46:51 | Jonathan Brownlee    | 01:47:03 | Fernando Alarza      | 01:47:28 |
| 15. Juli 2017 | Hamburg    | Mario Mola -3-    | 00:54:08 | Jacob Birtwhistle    | 00:54:20 | Ryan Sissons         | 00:54:23 |
| 29. Juli 2017 | Edmonton   | Mario Mola -4-    | 00:54:51 | Jacob Birtwhistle    | 00:55:01 | Richard Murray       | 00:55:06 |
| 6. Aug. 2017  | Montreal   | Javier Gómez -2-  | 01:47:49 | Kristian Blummenfelt | 01:48:04 | Richard Murray       | 01:48:41 |
| 26. Aug. 2017 | Stockholm  | Jonathan Brownlee | 01:49:10 | Kristian Blummenfelt | 01:49:28 | Pierre Le Corre      | 01:49:28 |
| 16. Sep. 2017 | Rotterdam  | Vincent Luis      | 01:51:26 | Kristian Blummenfelt | 01:51:28 | Mario Mola           | 01:51:36 |

### Elite – Frauen
| Datum         | Ort        | Gold              | Zeit     | Silber            | Zeit     | Bronze            | Zeit     |
| 3. März 2017  | Abu Dhabi  | Andrea Hewitt -1- | 02:03:46 | Jodie Stimpson    | 02:03:46 | Sara Vilic        | 02:03:53 |
| 8. Apr. 2017  | Gold Coast | Andrea Hewitt -2- | 00:58:03 | Ashleigh Gentle   | 00:58:07 | Juri Ide          | 00:58:12 |
| 13. Mai 2017  | Yokohama   | Flora Duffy -1-   | 01:56:18 | Katie Zaferes     | 01:58:09 | Kirsten Kaspar    | 01:58:17 |
| 11. Juni 2017 | Leeds      | Flora Duffy -2-   | 01:57:02 | Taylor Spivey     | 01:58:32 | Alice Betto       | 01:59:36 |
| 15. Juli 2017 | Hamburg    | Flora Duffy -3-   | 00:59:00 | Ashleigh Gentle   | 00:59:31 | Laura Lindemann   | 00:59:41 |
| 29. Juli 2017 | Edmonton   | Flora Duffy -4-   | 01:00:22 | Taylor Knibb      | 01:01:22 | Katie Zaferes     | 01:01:51 |
| 5. Aug. 2017  | Montreal   | Ashleigh Gentle   | 01:59:04 | Flora Duffy       | 01:59:27 | Andrea Hewitt     | 01:59:48 |
| 26. Aug. 2017 | Stockholm  | Flora Duffy -5-   | 02:00:09 | Jessica Learmonth | 02:01:30 | Ashleigh Gentle   | 02:01:42 |
| 16. Sep. 2017 | Rotterdam  | Flora Duffy -6-   | 01:58:39 | Katie Zaferes     | 01:59:34 | Jessica Learmonth | 02:00:57 |

### Mixed Relay
| Datum         | Ort     | Gold                                                                  | Zeit     | Silber                                                     | Zeit     | Bronze                                                             | Zeit     |
| 16. Juli 2017 | Hamburg | Charlotte McShane, Matthew Hauser, Ashleigh Gentle, Jacob Birtwhistle | 01:22:38 | Kirsten Kasper, Ben Kanute, Katie Zaferes, Matthew McElroy | 01:22:42 | Maaike Caelers, Marco van der Stel, Rachel Klamer, Jorik Van Egdom | 01:22:47 |

### Gesamtwertung

#### Männer
| Platz | Land | Athlet               | Punkte |
| ----- | ---- | -------------------- | ------ |
| 1     | ESP  | Mario Mola           | 4728   |
| 2     | ESP  | Javier Gómez         | 4311   |
| 3     | NOR  | Kristian Blummenfelt | 4281   |
| 4     | RSA  | Richard Murray       | 4010   |
| 5     | ESP  | Fernando Alarza      | 3722   |
| 6     | GBR  | Jonathan Brownlee    | 3685   |
| 7     | GBR  | Thomas Bishop        | 3141   |
| 8     | FRA  | Vincent Luis         | 3083   |
| 10    | AUS  | Jacob Birtwhistle    | 2132   |
| 13    | ESP  | Vicente Hernández    | 2127   |
| 15    | RSA  | Henri Schoeman       | 2050   |
| 19    | POR  | João José Pereira    | 1634   |
| 22    | MEX  | Crisanto Grajales    | 1541   |
| 28    | CHE  | Adrien Briffod       | 1280   |
| 31    | AUT  | Lukas Hollaus        | 1225   |
| 34    | CHE  | Andrea Salvisberg    | 1144   |
| 35    | AUT  | Alois Knabl          | 1139   |
| 37    | GER  | Justus Nieschlag     | 1092   |
| 47    | GBR  | Alistair Brownlee    | 800    |
| 64    | AUT  | Lukas Pertl          | 563    |
| 78    | GER  | Lasse Lührs          | 427    |

#### Frauen
| Platz | Land | Athletin                  | Punkte |
| ----- | ---- | ------------------------- | ------ |
| 1     | BER  | Flora Duffy               | 5200   |
| 2     | AUS  | Ashleigh Gentle           | 4320   |
| 3     | USA  | Katie Zaferes             | 4302   |
| 4     | USA  | Kirsten Kasper            | 3819   |
| 5     | NZL  | Andrea Hewitt             | 3774   |
| 8     | NED  | Rachel Klamer             | 3103   |
| 9     | CHE  | Jolanda Annen             | 2748   |
| 11    | AUS  | Charlotte McShane         | 2504   |
| 12    | USA  | Taylor Spivey             | 2475   |
| 13    | AUS  | Gillian Backhouse         | 2460   |
| 15    | JPN  | Ai Ueda                   | 2214   |
| 16    | ITA  | Alice Betto               | 2210   |
| 17    | GBR  | Jodie Stimpson            | 1997   |
| 24    | AUT  | Lisa Perterer             | 1514   |
| 26    | GER  | Laura Lindemann           | 1476   |
| 29    | AUS  | Emma Jeffcoat             | 1270   |
| 30    | AUT  | Sara Vilic                | 1243   |
| 32    | ESP  | Carolina Routier          | 1186   |
| 71    | RUS  | Marija Sergejewna Schorez | 314    |

(Stand: 16. September 2017)

### U23
Auf der olympischen Distanz (1,5 km Schwimmen, 40 km Radfahren und 10 km Laufen) werden im Rahmen des Rennens am letzten Austragungsort der Saison (Grand Final) auch jährlich die Weltmeister in der Kategorie U23 ermittelt.
| Datum/Jahr    | Austragungsort | U23-Weltmeister | Zweiter       | Dritter      |
| ------------- | -------------- | --------------- | ------------- | ------------ |
| 15. Sep. 2017 | Rotterdam      | Raphaël Montoya | Dorian Coninx | Luke Willian |

| Jahr | U23-Weltmeisterin | Zweite         | Dritte          |
| ---- | ----------------- | -------------- | --------------- |
| 2017 | Tamara Gorman     | Melanie Santos | Sophie Coldwell |

### Junioren
| Datum/Jahr    | Austragungsort | Junioren-Weltmeister | Zweiter      | Dritter      |
| ------------- | -------------- | -------------------- | ------------ | ------------ |
| 16. Sep. 2017 | Rotterdam      | Matthew Hauser       | Vasco Vilaca | Ben Dijkstra |

| Jahr | Junioren-Weltmeisterin | Zweite     | Dritte    |
| ---- | ---------------------- | ---------- | --------- |
| 2017 | Taylor Knibb           | Kate Waugh | Fuka Sega |